# Alan Beith
Alan James Beith (ur. 20 kwietnia 1943 w Poynton, Cheshire) – brytyjski polityk Liberalnych Demokratów, były wiceprzewodniczący tej partii, w latach 1973-2015 członek Izby Gmin z okręgu Berwick-upon-Tweed.

## Życiorys
Absolwent Balliol College w Oksfordzie (1964; polityka, filozofia i ekonomia, PPE). W 1966 zaczął wykładać nauki polityczne na Newcastle University. W 1969 został wybrany do rady dystryktu w Hexham, zaś rok później do rady miasta Corbridge. W 1970 po raz pierwszy wziął udział w wyborach parlamentarnych w okręgu Berwick-upon-Tweed, w których to został pokonany przez Antony'ego Lambtona z Partii Konserwatywnej.
W 1973 w okręgu odbyły się wybory uzupełniające po tym, jak Lambton zrezygnował z mandatu. Beith zwyciężył większością 57 głosów.
Po tym jak David Steel został wybrany liderem Liberalnych Demokratów, Beith objął stanowisko whipa swojej partii w Izbie Gmin. Po wyborach w 1983 został rzecznikiem partii w sprawach konstytucyjnych, zaś po 1987 - w sprawach dotyczących finansów państwa i skarbu.
W 1988 ubiegał się o pozycję lidera Liberalnych Demokratów, jednak przegrał z Paddym Ashdownem. W latach 1992–2003, pod przywództwem Ashdowna, Beith był wiceprzewodniczącym partii. W latach 2001–2002 był rzecznikiem gabinetu Lorda Kanclerza, następnie przewodniczył parlamentarnym komisjom: konstytucyjnej i sprawiedliwości.
7 sierpnia 2013 ogłosił, że nie będzie starał się o reelekcję w wyborach w 2015, po 42 latach reprezentowania swojego okręgu.